# Jari Puustinen
Jari Mikael Prenker Puustinen, född 20 januari 1969 i Västra Vingåkers församling i Södermanlands län, är en svensk politiker (moderat). Han var ordinarie riksdagsledamot 26 april – 2 maj 2019 för Södermanlands läns valkrets. Han är kommunalråd i Eskilstuna kommun.